# 七個小矮人
七個小矮人（英語：Seven Dwarfs）, 是童話故事《白雪公主》的一組虛構人物。在格林兄弟的原版故事中他們並沒有名字。而在迪士尼1937年動畫《白雪公主》中他們的名字分別是Doc（萬事通）、Grumpy（愛生氣）、Happy（開心果）、Sleepy（瞌睡蟲）、Bashful（害羞鬼）、Sneezy（噴嚏精）以及Dopey（糊塗蛋）。

## 故事

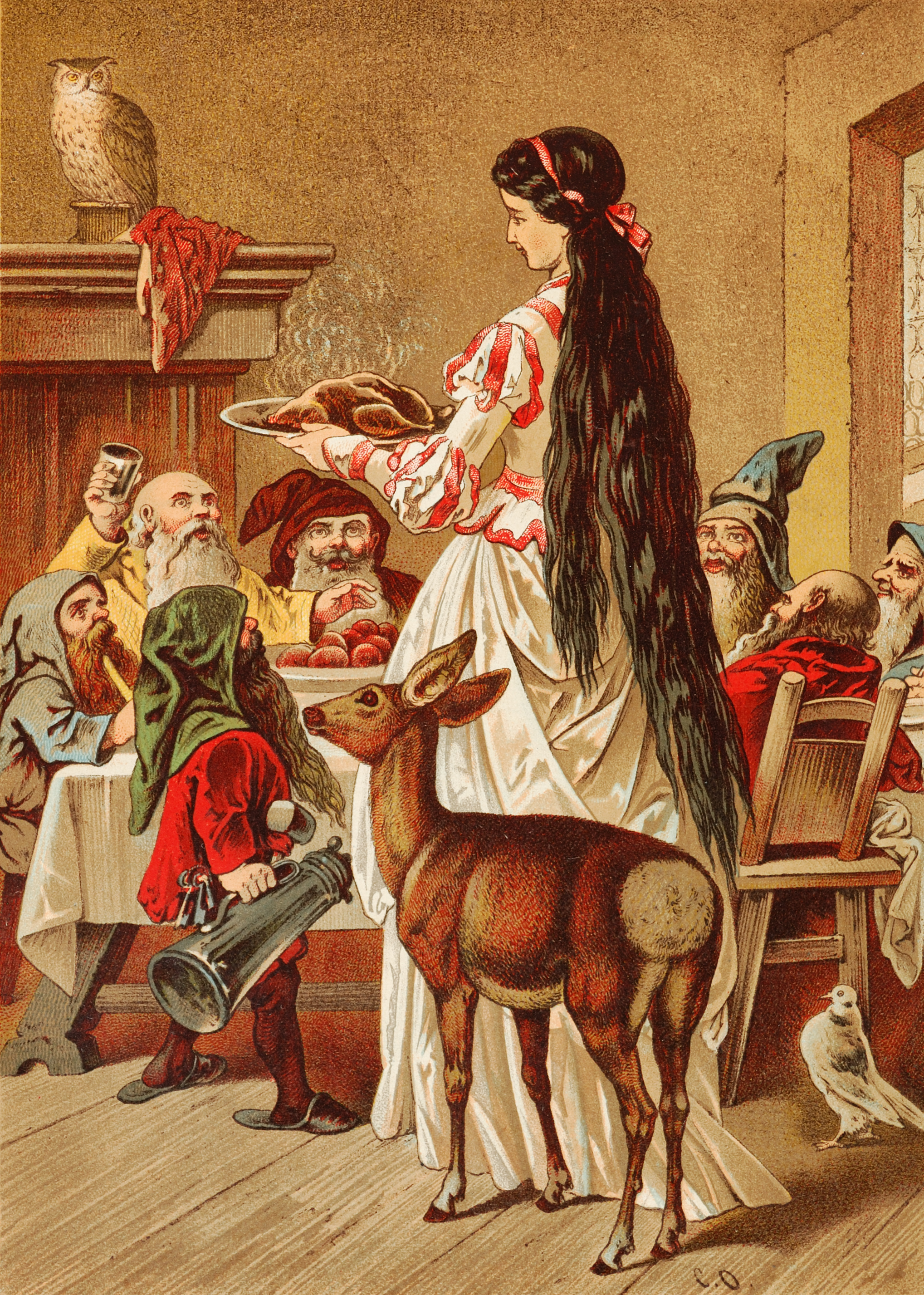
白雪公主與七個小矮人。

七個小矮人住在森林中的小屋內，平時在外採礦尋寶。一天，逃出壞皇后魔掌的白雪公主來到他們的小屋，七個小矮人很歡迎白雪公主跟他們住一起，作為回報，白雪公主也幫他們打理家務。
七個小矮人告誡白雪公主獨自在家時要特別小心，不要讓他人進入屋子。壞皇后兩度想乘小矮人不在時暗害白雪公主，但全都失敗了，七個小矮人皆設法讓白雪公主甦醒。第三次，壞皇后假扮的老太婆給白雪公主嚐了一口毒蘋果，這一回七個小矮人無法喚醒白雪公主，便悲傷地假設她已死亡，將其遺體放在一個玻璃棺材中。一段時間後，一位王子路過該處，被白雪公主的美貌所迷住，給了她一個吻，白雪公主便復活了。

## 起源
義大利民间文学专家朱利亚诺·帕尔米耶里認為《白雪公主》故事最早應是源於義大利威尼斯附近的地區，那裡長久以來是礦區，礦工必須要身材夠矮才能出入礦洞，「七個小矮人」可能源自於此。

## 改編版本
在迪士尼1937年動畫版本《白雪公主》與其改編成2025年真人版本《白雪公主》中，七個小矮人被賦予不同的名字與性格：
- 萬事通（Doc）：最聰明的矮人，戴眼鏡。
- 愛生氣（Grumpy）：脾氣最暴躁的一位，時常在抱怨。
- 開心果（Happy）：最快樂的一位矮人，也是最胖的。
- 瞌睡蟲（Sleepy）：喜歡打瞌睡。
- 害羞鬼（Bashful）：總是很腼腆。
- 噴嚏精（Sneezy）：時常打噴嚏。
- 糊塗蛋（Dopey）：最年輕的矮人，沒有鬍子，沒講過話。

2025年版
- 杰里米·斯威夫特（英语：Jeremy Swift）聲演萬事通
- 泰塔斯·伯傑斯（英语：Tituss Burgess）聲演害羞鬼
- 安德魯·巴特·費爾德曼（英语：Andrew Barth Feldman）聲演糊塗蛋
- 馬丁·科勒巴（英语：Martin Klebba）聲演愛生氣
- 傑森·克拉維茲（英语：Jason Kravits）聲演瞌睡蟲
- 喬治·薩拉薩爾（英语：George Salazar）聲演開心果
- 安迪·葛羅特勒申（Andy Grotelueschen）聲演噴嚏精

在2001年電視電影《白雪公主：童話中的童話》中，七個小矮人的名字是星期一、星期二、星期三、星期四、星期五、星期六和星期天。
在2012年電影《公主與狩獵者》中，獵人與白雪公主總共遇見了八個小矮人。這些角色全都是由正常身高的演員來飾演。
- 貝斯（Beith）：小矮人中的領袖。演員：伊恩·麥克夏恩
- Muir：年老又失明，有預知能力。演員：鮑勃·霍斯金斯
- Quert：Muir的兒子。演員：強尼·哈里斯
- 柯爾（Coll）：Duir的兄弟。演員：托比·瓊斯
- Duir：柯爾的兄弟。演員：埃迪·馬桑。
- Gort：脾氣較暴躁。演員：雷·溫斯頓。
- Nion：貝斯的副手。演員：尼克·佛洛斯特。
- 葛斯（Gus）：最年輕的小矮人，為保護白雪公主而犧牲。演員：布莱恩·格里森（英语：Brian Gleeson） 。

## 外部連結
- 迪士尼版本七個小矮人的詳細資訊（英文）